# Colibri d'Héliodore
Chaetocercus heliodor
Espèce
Statut de conservation UICN

 LC  : Préoccupation mineure
Statut CITES
Le Colibri d'Héliodore (Chaetocercus heliodor, syn. : Acestrura heliodor), aussi connu en tant que Colibri héliodore, est une espèce de colibris de la sous-famille des Trochilinae et de la tribu des Mellisugini.

## Distribution
Le Colibri d'Héliodore est présent au Venezuela, en Équateur et en Colombie.

Carte de répartition de l'espèce